# 高柳明音（SKE48）の暗黙の了解
高柳明音（SKE48）の暗黙の了解（たかやなぎあかね エスケーイーフォーティーエイト のあんもくのりょうかい）は、2013年4月7日（6日深夜）から2015年3月29日（28日深夜）までTOKYO FMで放送されていた深夜放送のラジオ番組。

## 概要
アイドルグループ・SKE48に所属していた高柳明音の初冠番組。また、SKE48の初関東圏のラジオ番組でもある。「何が起きてもそこは“暗黙の了解”で!」と押し通し、深夜の素すぎるトークを展開する。また、トーク中に必要以上にBGMを流すなど、他のSKE48(厳密にはAKB48グループ全体)の出演する番組とは、一線を画している。

## ゲスト
ほぼ毎回、SKE48のメンバーがゲストに登場する。なお、高柳は2014年4月から2015年5月までNMB48を兼任していたが、NMB48関連のメンバーの出演はなかった。
| 2013年（2013年4月7日 - 12月29日） | 2013年（2013年4月7日 - 12月29日） | 2013年（2013年4月7日 - 12月29日） | 2013年（2013年4月7日 - 12月29日） | 2013年（2013年4月7日 - 12月29日） | 2013年（2013年4月7日 - 12月29日） |
| 月                                | 1週目                             | 2週目                             | 3週目                             | 4週目                             | 5週目                             |
| --------------------------------- | --------------------------------- | --------------------------------- | --------------------------------- | --------------------------------- | --------------------------------- |
| 4月                               | 7日：第1回                        | 14日：第2回                       | 21日：第3回                       | 28日：第4回 （公開収録）          | -                                 |
| 4月                               | -                                 | 菅なな子                          | 矢方美紀                          | 大矢真那・須田亜香里              | -                                 |
| 5月                               | 5日：第5回                        | 12日：第6回                       | 19日：第7回                       | 26日：第8回                       | -                                 |
| 5月                               | -                                 | 小林亜実                          | 佐藤実絵子                        | 中西優香                          | -                                 |
| 6月                               | 2日：第9回                        | 9日：第10回                       | 16日：第11回                      | 23日：第12回                      | 30日：第13回                      |
| 6月                               | 松本梨奈                          | -                                 | 木﨑ゆりあ                        | 古川愛李                          | 新土居沙也加                      |
| 7月                               | 6日：第14回                       | 13日：第15回                      | 20日：第16回                      | 27日：第17回                      | -                                 |
| 7月                               | 石田安奈                          | 古畑奈和                          | 松井玲奈                          | 松井玲奈                          | -                                 |
| 8月                               | 4日：第18回 （公開収録）          | 11日：第19回                      | 18日：第20回                      | 25日：第21回                      | -                                 |
| 8月                               | 木﨑ゆりあ・矢方美紀              | -                                 | 二村春香                          | 大場美奈                          | -                                 |
| 9月                               | 1日：第22回                       | 8日：第23回                       | 15日：第24回 （公開収録）         | 22日：第25回 （公開収録）         | 29日：第26回                      |
| 9月                               | 加藤るみ                          | 内山命                            | 中西優香・松井玲奈                | 中西優香・松井玲奈                | 石田安奈                          |
| 10月                              | 6日：第27回                       | 13日：第28回                      | 20日：第29回                      | 27日：第30回                      | -                                 |
| 10月                              | -                                 | 阿比留李帆                        | 木下有希子                        | 矢方美紀                          | -                                 |
| 11月                              | 3日：第31回 （公開収録）          | 10日：第32回 （公開収録）         | 17日：第33回                      | 24日：第34回                      | -                                 |
| 11月                              | 須田亜香里・松村香織              | 須田亜香里・松村香織              | 古川愛李                          | 柴田阿弥                          | -                                 |
| 12月                              | 1日：第35回 （公開収録）          | 8日：第36回 （公開収録）          | 15日：第37回                      | 22日：第38回                      | 29日：第39回                      |
| 12月                              | 斉藤真木子・向田茉夏              | 斉藤真木子・向田茉夏              | 山下ゆかり                        | 竹内舞                            | 竹内舞                            |
| 1. 2. 3. 4. 5.                    |                                   |                                   |                                   |                                   |                                   |

| 2014年（2014年1月5日 - 12月28日） | 2014年（2014年1月5日 - 12月28日） | 2014年（2014年1月5日 - 12月28日） | 2014年（2014年1月5日 - 12月28日）     | 2014年（2014年1月5日 - 12月28日） | 2014年（2014年1月5日 - 12月28日） |
| 月                                | 1週目                             | 2週目                             | 3週目                                 | 4週目                             | 5週目                             |
| --------------------------------- | --------------------------------- | --------------------------------- | ------------------------------------- | --------------------------------- | --------------------------------- |
| 1月                               | 5日：第40回                       | 12日：第41回                      | 19日：第42回 （公開収録）             | 26日：第43回 （公開収録）         | -                                 |
| 1月                               | -                                 | 岩永亞美                          | 山田みずほ                            | 磯原杏華                          | -                                 |
| 2月                               | 2日：第44回                       | 9日：第45回                       | 16日：第46回                          | 23日：第47回                      | -                                 |
| 2月                               | 松本梨奈                          | 大矢真那                          | 宮前杏実                              | 高木由麻奈                        | -                                 |
| 3月                               | 2日：第48回                       | 9日：第49回                       | 16日：第50回                          | 23日：第51回 （公開収録）         | 30日：第52回 （公開収録）         |
| 3月                               | 酒井萌衣                          | 江籠裕奈                          | -                                     | 江籠裕奈・市野成美                | 江籠裕奈・市野成美                |
| 4月                               | 6日：第53回                       | 13日：第54回                      | 20日：第55回                          | 27日：第56回                      | -                                 |
| 4月                               | -                                 | -                                 | 水埜帆乃香                            | 高木由麻奈                        | -                                 |
| 5月                               | 4日：第57回                       | 11日：第58回                      | 18日：第59回                          | 25日：第60回                      | -                                 |
| 5月                               | 東李苑                            | 北川綾巴                          | 日高優月                              | 北野瑠華                          | -                                 |
| 6月                               | 1日：第61回                       | 8日：第62回                       | 15日：第63回                          | 22日：第64回                      | 29日：第65回                      |
| 6月                               | 野口由芽                          | 竹内彩姫                          | 内山命                                | 高木由麻奈                        | 宮前杏実                          |
| 7月                               | 6日：第66回                       | 13日：第67回                      | 20日：第68回                          | 27日：第69回                      | -                                 |
| 7月                               | 山田みずほ                        | 内山命                            | 矢方美紀                              | 古川愛李                          | -                                 |
| 8月                               | 3日：第70回                       | 10日：第71回                      | 17日：第72回                          | 24日：第73回 （公開収録）         | 31日：第74回 （公開収録）         |
| 8月                               | 古川愛李                          | 熊崎晴香                          | 梅本まどか                            | 二村春香・石田安奈                | 二村春香・石田安奈                |
| 9月                               | 7日：第75回                       | 14日：第76回                      | 21日：第77回                          | 28日：第78回                      | -                                 |
| 9月                               | 大矢真那                          | 小石公美子                        | 惣田紗莉渚                            | 古川愛李                          | -                                 |
| 10月                              | 5日：第79回                       | 12日：第80回                      | 19日：第81回                          | 26日：第82回                      | -                                 |
| 10月                              | 山内鈴蘭                          | 佐藤すみれ                        | 古畑奈和                              | 内山命                            | -                                 |
| 11月                              | 2日：第83回                       | 9日：第84回 （公開収録）          | 16日：第85回 （公開収録）             | 23日：第86回                      | 30日：第87回                      |
| 11月                              | 神門沙樹                          | 後藤理沙子・磯原杏華              | 後藤理沙子・磯原杏華                  | 松井玲奈                          | 松井玲奈                          |
| 12月                              | 7日：第88回                       | 14日：第89回                      | 21日：第90回 （公開収録）             | 28日：第91回                      | -                                 |
| 12月                              | 古川愛李                          | 大場美奈・古川愛李                | 矢方美紀・山下ゆかり 東李苑・古畑奈和 | 大場美奈・古川愛李                | -                                 |
| 1. 2. 3. 4. 5. 6.                 |                                   |                                   |                                       |                                   |                                   |

| 2015年（2015年1月4日 - 3月29日） | 2015年（2015年1月4日 - 3月29日） | 2015年（2015年1月4日 - 3月29日） | 2015年（2015年1月4日 - 3月29日） | 2015年（2015年1月4日 - 3月29日） | 2015年（2015年1月4日 - 3月29日） |
| 月                               | 1週目                            | 2週目                            | 3週目                            | 4週目                            | 5週目                            |
| -------------------------------- | -------------------------------- | -------------------------------- | -------------------------------- | -------------------------------- | -------------------------------- |
| 1月                              | 4日：第92回                      | 11日：第93回                     | 18日：第94回                     | 25日：第95回                     | -                                |
| 1月                              | 大場美奈・古川愛李               | 佐藤実絵子                       | 須田亜香里                       | 酒井萌衣                         | -                                |
| 2月                              | 1日：第96回                      | 8日：第97回                      | 15日：第98回                     | 22日：第99回                     | -                                |
| 2月                              | 小石公美子                       | 岩永亞美                         | 日高優月                         | 小林亜実                         | -                                |
| 3月                              | 1日：第100回                     | 8日：第101回                     | 15日：第102回                    | 22日：第103回                    | 29日：第104回                    |
| 3月                              | 古川愛李・須田亜香里             | 古川愛李・須田亜香里             | 日高優月                         | 熊崎晴香                         | -                                |
|                                  |                                  |                                  |                                  |                                  |                                  |

## 放送時間
毎週日曜日 1:30 - 2:00（土曜深夜）

## コーナー
- 注文をなんでも受け付けちゃうコーナー

番組への要望やリクエスト曲を受け付けるコーナー。比較的自由にメールを募集する。
- 暗黙の了解のコーナー

あなたにとっての暗黙の了解なことをリスナーから募集し紹介するコーナー。
- ちゅりウォッチング

鳥情報を募集するコーナー。
- ちゅりのワールドバードニュース

世界各国のおもしろニュースを鳥さんたち（伝書鳩）が届けてくれるという件でシュールに紹介するコーナー。
- ちゅり的名言っぽいお言葉

リスナーが考えた名言っぽい言葉を募集するコーナー。
- スキ、キライ、ええっと…（SKE）

リスナーからのお便りに対し、好きか嫌いかどちらともいえないかを判定するコーナー。最後の（SKE）は「スキ」「キライ」「ええっと」の頭文字からきている。
- 先生! 答えは! エンディングで!! （SKE）

高柳が女教師風に「なぞなぞ」を紹介するコーナー。最後の（SKE）は「先生」「答え」「エンディング」の頭文字からきている。
- お歌詞作りのコーナー

インストの曲に歌詞を勝手につけて、実際に歌ってみてうまくハマるか判定するコーナー。
- 週刊SKE 今週の見出し

もしもSKEメンバーがニュースのトップ記事になっていたとしたら?そんな妄想トークを繰り広げるコーナー。
- ちゅり様 菩薩様のコーナー

リスナーから送られてくる「誰にも言えないこと」、「秘密にしていること」、「謝りたいこと」に対して、 広い心で許しを与えていくというコーナー。
- 即興! 小芝居! エチュード!! （SKE）

即興で小芝居をエチュードで行なうコーナー。最後の（SKE）は「即興」「小芝居」「エチュード」の頭文字からきている。
- 今年こそバカ卒業!もうバカだなんて言わせない!目指せ、天才への道!天才名言クイズ

偉大なる天才の方々がどんな名言を言ってきたのか?その名言の一部をクイズにして答えるコーナー。
- 妄想!ある日の日記

「ある日の日記」をリスナーに妄想してもらうコーナー。
- 大空をはばたけ!演歌歌手・高柳いん子のコーナー

空想上の演歌歌手「高柳いん子」をリスナーの力であたかも実体の有る物にしてしまおうというコーナー。
- 60秒ガチンコ・トークショー（お試し企画）

リスナーから募集したお題について60秒フリートークするコーナー。時間内でトークをまとめられるか、実力が試される。
- ボーイズトーク・ガールズトーク・ボーイズ&ガールズトークのコーナー（お試し企画）

第64回放送までは「ボーイズトークのコーナー」として、男の子同士が普段どんな話をしているのか?最近、男の子同士で話した内容を紹介するコーナーだったが、募集内容・コーナー名が変更された。
- レッツ・トライ!ディスクジョッキーのコーナー（お試し企画）

イントロの秒数内で曲紹介をするコーナー。
- ミステリーサークルのコーナー（お試し企画）

UFO、宇宙人、小さなおじさんなどの目撃情報、ミステリーなトリビアなどを紹介するコーナー。
- ○○で解決、お悩み相談室

ゲストに関わるキーワードに絡めてリスナーのお悩みに答えるコーナー。